# Assen Muradow
Assen Muradow (bulgarisch Асен Мурадов; * 1. August 1991) ist ein bulgarischer Gewichtheber.

## Karriere
Muradow belegte bei den Europameisterschaften 2009 den 14. Platz in der Klasse bis 56 kg. Bei den Europameisterschaften 2010 wurde er Achter. 2012 erreichte Muradow bei den Europameisterschaften den vierten Platz im Zweikampf und gewann Bronze im Stoßen. Bei den Europameisterschaften 2013 konnte er die Silbermedaille im Zweikampf und im Stoßen gewinnen. Im selben Jahr nahm er auch an den Weltmeisterschaften teil, bei denen er Achter wurde. Bei den Weltmeisterschaften 2014 belegte er den 17. Platz. 2015 wurde er allerdings bei einer Trainingskontrolle kurz vor den Europameisterschaften wie auch zehn weitere Mitglieder der bulgarischen Nationalmannschaft positiv auf Stanozolol getestet und für neun Monate gesperrt.